# サンスクリーン剤

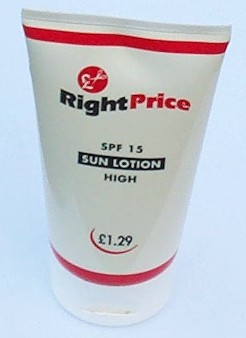
チューブ入りの日焼け止め (SPF15)

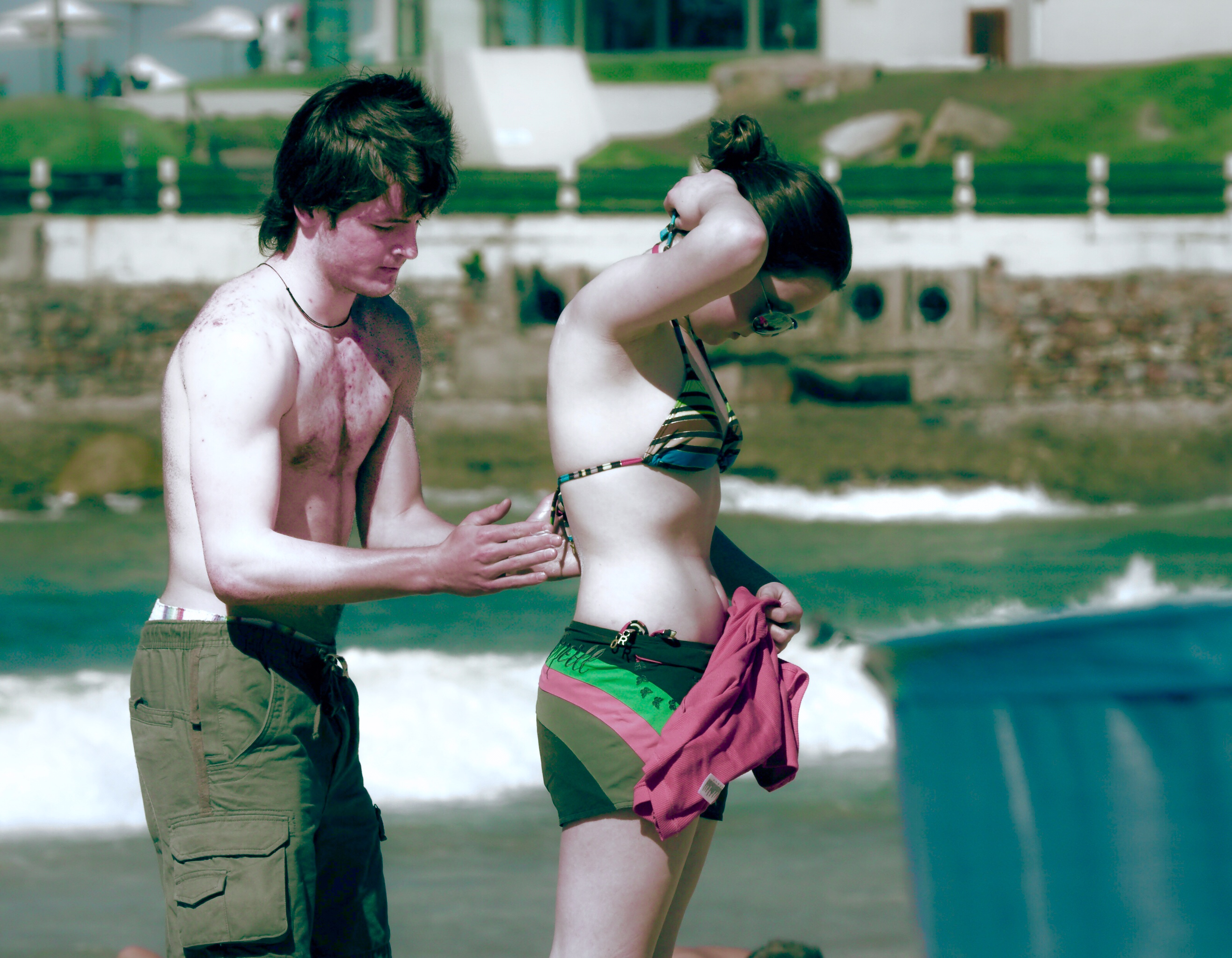
背中に日焼け止めを塗っているところ

サンスクリーン剤（サンスクリーンざい、英: Sunscreen）は、皮膚に当たる紫外線から防御することで、日焼けや皮膚の光老化を予防するための製品である。日本国内法においては日焼け止め化粧品に該当し、単に日焼け止め（また、日やけ止めとも表記）とも呼ばれる。形態としてはクリーム、ローション、ジェル、スプレーなどがある。また飲む日焼け止めも増加してきたが2018年時点で従来の外用剤を置き換えるものではない。
日本では「日焼けによるシミ・そばかすをふせぐ」の効能表示が承認されている。酸化チタンや酸化亜鉛（紫外線散乱剤）の安全性は確認されているが、主に他の成分（紫外線散乱剤）が体内に吸収されるとして、2019年に米国で安全性確認の強化の動きが起きている。紫外線防御の指数として日本での表記では、紫外線B波を防ぐSPFでは最大値を50とそれ以上であれば50+とし、紫外線A波を防ぐPAでは「+」が4個まで増加していく。SPF15以上で皮膚がんのリスクや老化の兆候を減らす。有害作用と環境汚染について議論がある。

## 日やけ止めの成分
日やけ止めに配合されている成分である紫外線防御剤は、大きく2種類に分類できる:37。
紫外線散乱剤
紫外線拡散剤は紫外線を物理的に反射し、吸収剤は紫外線を化学的に吸収し、肌に紫外線が届くのを防ぐ。鉱物由来の成分が多く、塗った時に白く見え、これを好まない場合もある。
酸化チタンや酸化亜鉛の安全性は確認されている。
毒性は低く、ナノ粒子化によって皮膚を透過するのではという懸念については、ほとんど角質層にとどまっており吸収されないとされる。主な懸念として、チタンと亜鉛では、量は限られているものの紫外線への暴露によってフリーラジカルを放出することである。
酸化セリウムは、酸化チタンの代替として注目されている。
紫外線吸収剤
紫外線吸収剤は合成化合物が多い。紫外線吸収剤はその性質上、紫外線のエネルギーを吸収する際に分子構造が破壊されることがあり、防御性能が時間とともに低下する。破壊後の生成物がアレルギー反応や炎症を起こすなどの可能性がある。
日本国内では厚生労働省のポジティブリストに収載された物質以外は配合できない。
米国で皮膚から吸収されるという研究結果から2019年11月までに体内への吸収データが提出されない場合、使用許可を取り消す方針を示している。従来は吸収されないとみなされていたが、1990年代後半から吸収されるという研究結果が発表されるようになっていた。
SPF30や50といった効果の高い日焼け止めには散乱剤および吸収剤の両方が多くの製品に使用されている。
特に合成の紫外線吸収剤による光への増感作用、接触性皮膚炎、免疫抑制、エストロゲン作用、甲状腺ホルモンのかく乱といった報告があり、植物由来でより安全な、そして環境にも優しい化粧品への関心を集めている。オキシベンゾンなど欧州連合では既にほかの化合物に置き換えられているが、米国ではその置換先の物質は承認されていないので置き換えできないといった事情が2019年時点で存在している。

### 代替成分
オーガニック化粧品には薬草の成分のみを使ったものがある。5種類の天然の物質を使って、ヒトの被験者で実験したところ最も高いウスニン酸でUVPF4.1で、比較対象のSPF5の既存製品ではUVPF4.2であった。植物由来でSPF10の製品も存在する。だが、オーガニックだから安全とは限らない。
ビタミンAのパルミチン酸レチノールの日焼け止めはSPF20程度の効果がある。フェルラ酸は、ビタミンC、ビタミンEの化学的な安定性を向上させ、太陽光に対する防御性を数倍にする。10名のランダム化比較試験で、ビタミンC（15%濃度）、フェルラ酸 (2%)、フロレチンを含有する外用薬を、紫外線による皮膚損傷に備えて事前に塗ることで防御作用があった。12名の中国人女性を用いて、ビタミンC、ビタミンE、フェルラ酸からなる外用薬は、これを塗った部分は、塗っていない部分に比較して光から防御された。

## 飲む日焼け止め
飲む日焼け止めでは直接皮膚を防御することはできないが、使いやすさの利点がある。通常の日焼け止めで防げない可視光に対する防御では有益な可能性がある。紫外線によって皮膚に紅斑が生じることを減らすにはそれほど効果的ではない。2018年にアメリカ食品医薬品局 (FDA) は、現時点では日焼け止めを置き換えるほどの適切な強さで紫外線防御ができる錠剤やカプセルはないとして、証明されていない主張を行っている栄養補助食品に警告書を送付した。警告対象にはAdvanced Skin Brightening Formula（リコピン、など）、Solaricare（PLエキス）、Sunsafe Rx（アスタキサンチン、ルテイン、リコピン、緑茶、ビタミンCとE）が含まれる。
商品名がついた成分としてPLエキス（商品名フェーンブロック）や、ローズマリーとグレープフルーツ成分（商品名ニュートロックスサン）が流通している。
紫外線によって紅斑を生じさせる最小紅斑線量 (MED) について
- ビタミンCとビタミンEの併用 - それぞれ別の研究として1週間でMEDは21%増加（毎日Eを1000 IUとCを2 g）、7週間でMED77.6%増加（E 3 g/C 3 g）、12週間で41%増加（E 1000 IU/C 2 g[16]）、別の研究でも12週間で41%増加（同）[15]。なお、ビタミンCやEの単体ではMEDの変化はなかったという研究がある[15]。12週間では、4週間時点で1週間までの試験よりも血中ビタミンC濃度が上昇して、それ以上増加せず飽和したと考えられ、1週間では飽和までは不十分だと考察された[16]。
- ココア抽出物 - フラボノイドの多いチョコレートを12週間摂取し、MEDは2倍以上に増加した[15]。
- ニュートロックスサン - 2か月後にMEDは約30%、34%増加したという2つの研究がある[15]。そのうち前者では100 mgか250 mgかを受け取ったがこの二つの間に差はなく、半月で15.2%、1か月で20.5%増加した[17]、後者では12週間後に56%増加した[18]。
- PLエキス - 20名の研究でPLエキスを毎日1000 mgを服用し、MEDは8日後に平均4.79%、15日後に14.57%、29日後に20.37%増加した[19]。

2018年のレビューでヒトでの基礎的でない臨床試験があったものについて、β-カロテンで紅斑を減らしたヒトでの研究は複数あり、また1970年代には光線過敏症の治療法として1日当たり子供30 - 90 mg、60 - 180 mgで効果があることが判明している。副作用の面では肺がんリスクの高い人のリスクを増加させるおそれがある。リコピンの10週間の摂取によって紅斑の量が減少したといったヒトでの研究は複数あるが、服用量が一定しておらず、必要な量などについての追加の研究が必要である。ニコチン酸アミド（ナイアシンアミド）では、1日の500 mgの投与で4か月で、非黒色腫皮膚癌や日光角化症の増加数を減らしているが、攻撃性の高いものを増やすのではという議論があり、大規模な試験が必要とされる。ビタミンD3は紫外線による炎症を急速に緩和する。緑茶成分は血中半減期が3時間と短く、長くする加工が必要である。
ニュートロックスサンでは、光老化の兆候のある合計90名でのランダム化比較試験で、5名では短期試験も行いUVB暴露後30分以内/1日後/2日後に服用し偽薬よりも発赤が減少し、長期試験では2週間で差は見られたが、2か月後には偽薬よりも紅斑の減少量が増加（実薬約35%/偽薬約30%）、肌のシワと弾力性も改善されており、また成分100 mgと250 mgとでは差はなかった。

## 太陽光
太陽からは、紫外線 (UVR, UV, 200 - 400 nm) として、UVA (315 - 400 nm)、UVB (280 - 315 nm)、そして大気の上昇で完全減衰する UVC (100 - 280 nm) のほかに、可視光 (VIS, 400 - 780 nm)、赤外線 (IR, 780 nm - 1 mm) がある。赤外線のエネルギーは紫外線よりもはるかに弱いが、1982年にも光老化に寄与するとされてきており、可視光は皮膚に影響を及ぼさないとされてきたが2010年代には色素沈着や光老化に寄与するとされている。

## 紫外線防御力の指標
2010年代までの日焼け止めが防御しているのは UVBとUVAであり、可視光や赤外線からの防御は効率的ではない。
UVB波（波長290 - 320 nm）の防御指標としてSPF値、および、UVA波（波長320 - 380 nm）の防御指標としてPA分類が定められている:38。国際的には、他の指標も用いられている他（後述）、同一の防御指標でもその測定法には地域ごとに微妙な差が存在する場合がある。
国内における測定法については、SPF、PA分類ともに、1 cm2あたり2 mgずつ製品を皮膚に塗布した上での測定をもとにしているが、実際にはそこまで多量には塗布できないことも多く、また塗布された製品は発汗や接触、紫外線そのものによる劣化などによって徐々に失われていく。そのため、指標を過信せず、こまめに塗りなおすなどの工夫を怠らないことが大切であるとされる。

### UVB防御力の指標

#### SPF分類
SPFはSun Protection Factorの頭文字であり、紫外線のうち、UVB波を遮断する効果の程度を表す指標:38。測定法に微妙な差異はあるものの、ほぼ世界標準と言えるくらい多くの国で採用されている。紅斑、またはサンバーンと呼ばれる、肌がヒリヒリと赤くなるような炎症をひき起こすかどうかをもとに算出される:38。被験者が紅斑を引き起こす最小の紫外線量に比べ、塗布時に何倍の紫外線にまで耐えられるかがSPFの数値の根拠である:38。たとえば、紅斑が現れるまでに20分程度かかる人がSPF10の日やけ止めを塗った場合、10倍の紫外線量を20分浴びて、ようやく紅斑が認められるということを意味する。重要なのは10倍の時間（この場合200分）紫外線にまで耐えられるという意味ではない。それは前述のとおり、塗布された日やけ止めは時間と共に失われるからである。
ヒトの皮膚の色の変化を目視によって確認するという手法の性質上、値とともに誤差が増大するものであり、特に高SPF値の製品同士の実際の能力差（例えばSPF55とSPF60の差）が数字通りあるかどうかは疑わしいという考え方がある。そのため、日本ではSPF50を超える能力が有意に認められる場合はSPF50+と表記することになっている。
日焼け止め効果の客観的な指標として、1960年代に疑似太陽光を光源とした指標が報告され、1978年にFDAが測定法の案を発表し、日本で1980年には当時の表現でサンケア指数を表示した日焼け止めが資生堂から発売された。各メーカー独自に測定され問題が多いと指摘され、日本化粧品工業連合会の専門委員会が1992年にガイドラインを作成した。メーカーは、高いSPFを目指し1991年に最高SPF20が最高だったものが1998年には100を超えるようになり、紫外線に敏感な人でも通常の環境で1日中太陽光にさらされても日焼けしないためにはSPF50であれば十分とされ、赤道直下など赤外線の強い地域へ行く人のためにより効果が高いSPF50+が考えられた。比較やメーカーの測定費用の国際統一が望まれ、2003年には欧州、日本、南アフリカで共通のSPF測定法ができ、2010年にはISO国際規格となった。米国ではSPF50を最大とする表記は採用されていない。

### UVA防御力の指標

#### PA分類
Protection grade of UVAの略語であり、日本で採用されているUVAの防御力を示す指標。PFAとも呼ばれる指標。即時黒化と呼ばれる、日焼け後すぐに黒くなる現象をもとに算出される。本来はPPD (Persistent Pigment Darkening) と呼ばれる数値（後述）をもとにしており、PPD値が2以上4未満でPA+（効果がある）、4以上8未満でPA++（かなり効果がある）、8以上12未満でPA+++（非常に効果がある）、12以上でPA++++の4段階（無標も含めれば5段階）に分類する。日本発祥の分類方式である。

#### TPP

EU諸国で採用されているUVAロゴマーク

持続的即時黒化と呼ばれる、主としてUVAによって引き起こされる皮膚の黒化を利用して測定するUVA防御力の指標であり、前述PA分類分類の根拠となる数値。このPPD計測手法自体は日本で開発されたが、日本ではこれを利用したPA分類の表示にとどまっている一方、欧州では積極的に採用されている。
発想としてはSPFと同様で、皮膚が黒化する最小量の紫外線量に比べ、塗布時に何倍の紫外線にまで耐えられるかがPPDの数値の根拠である。PPD10の日やけ止めを定められた量塗布すれば、その10倍量の紫外線を浴びてようやく黒化することを意味する。
欧州では非常に重要な指標であると考えられており、PPD値はSPF値の1/3なければ良い日やけ止めではないとされている。元来ヨーロッパの業界団体主導で定められたこの日やけ止めに対する考え方は、2006年には欧州連合が推奨するものとなっており、この条件に合致する製品には右のロゴが付けられている。

## 効果
日本の日焼け止めでは「日焼けによるシミ・そばかすをふせぐ」の効能表示が承認されている。
紫外線にあたることは皮膚がんのリスクを高めるとされる。2018年にアメリカ食品医薬品局 (FDA) は、SPF15以上で皮膚がんのリスクや老化の兆候を減らすことが科学的に証明されているとした。8年間の追跡調査によって、扁平上皮癌の発症率が35%低下しているが、基底細胞癌には変化はない。
日光にあたることで人体がビタミンDを生成しているため日焼け止めの使用によって欠乏するかについて、2件のランダム化比較試験と69件の観察研究を含めた2019年のレビューでは、実験室条件ではなく現実的な環境での日焼け止めの使用によってビタミンDが減少することはないとしたが、含まれたのはSPF16までの試験で高SPFの製品による研究はなかった。

## 副作用
SPFやPAの強いものの場合、かぶれを起こすことがある。ベンゾフェノンは、米国皮膚炎学会による2014年のContact Allergen of the Year（今年のアレルギー原因物質）に輝いた。調査では、日焼け止めアレルギーの人の7割がこの物質に陽性反応を示した。
紫外線吸収剤のメトキシケイ皮酸エチルヘキシル (OMC)、ベンゾフェノン-3 (BP-3)、3-(4-methylbenzylidene) camphor (4-MBC) の日焼け止め成分を各10%の混合液を全身塗布した治験では、男女とも、血清テストステロン濃度が4時間以内に1割ほど低下した。
ラットではOMCの曝露により、前立腺と精巣の重量の低下や精子数の減少など生殖毒性を示した。特に子供では使用量に注意する必要がある。
噴霧するスプレー日焼け止めには火傷を引き起こす可能性のある毒性アルコールが含まれているため、避ける必要がある。

## 環境への影響と規制
日焼け止めに含まれるブチルパラベン、ケイ皮酸エステル、ベンゾフェノン、カンファー誘導体などの成分が引き金となりサンゴの白化を誘発することが確かめられており、これは褐虫藻に有害なウイルスの増殖の誘発により起こるものだという。しかし、サンゴの専門家であるRobert van Woesikによれば、この研究は実際の環境を反映しておらず、実際の環境下では急速に希釈されるためサンゴは白化を起こすほどの濃度にさらされないだろうとしている。
2018年7月、アメリカ合衆国ハワイ州のデービッド・イゲ知事は、オキシベンゾンとメトキシケイ皮酸エチルヘキシル（オクチノキサート）の2種類を含む日焼け止めの販売を2021年から禁止する州法に署名した。11月にはパラオでもサンゴ礁の保護を目的として、有害な化学物質を含んだ日焼け止めの販売を2020年から禁止することが、国家単位としては世界で初めて決まった。
アメリカ国立海洋局によれば、流れ落ちた日焼け止め成分が水路に入ることによって、サンゴや藻類に影響があるだけでなく、ウニ、魚類やイルカにも影響する可能性があり、ベンゾフェノン-1、ベンゾフェノン-2 (BP-2)、ベンゾフェノン-3（オキシベンゾン）、ベンゾフェノン-8、OD-PABA、4-メチルベンジリデンカンファー、3-ベンジリデンカンファー、ナノ粒子の二酸化チタンや酸化亜鉛などが海洋生物に有害であるとしている。

## 成分
紫外線吸収剤は20 - 30種類が使われている。
- 4-アミノ安息香酸 (PABA)
- パディメートO（英語版） (OD-PABA)
- エンスリゾール（英語版）
- ジオキシベンゾン
- オキシベンゾン（英語版）
- オクトクリレン
- メトキシケイ皮酸エチルヘキシル (メトキシケイ皮酸オクチル、OMC、オクチノキサート）
- スリソベンゾン
- アボベンゾン（英語版）
- エカムスル（英語版）
- エンザカメン（英語版）
- ベンゾフェノン
- ブチルパラベン
- ケトプロフェン

## 関連する製品
サンオイル（サンタンオイル、サンタン製品ともいう）は、紫外線のうちUVB波を防ぐという点では日焼け止めと同じである。ただし、サンオイルは日焼け止めと異なり、UVA波は防がない。UVB波のみを防ぐことにより、肌に炎症（サンバーン）を起こさずにきれいに日焼け（サンタン）することを目的とするのがサンオイルである。なおサンオイルは和製英語で、正しくは Suntan lotion 等である。